# ديفيد جونسون (لاعب كرة قدم أمريكي)
ديفيد جونسون (بالإنجليزية: David Johnson)‏ هو لاعب كرة قدم أمريكي، ولد في 16 يناير 1984 في ريفرسايد في الولايات المتحدة. لعب مع نادي شيفاز يو إس أي.